# Tamotsu Suzuki
Tamotsu Suzuki (født 29. april 1947) er en tidligere japansk fodboldspiller. Han var i perioden 1989–1996 og 1999 træner for Japans kvindefodboldlandshold.